# Stranvaesia tomentosa
Stranvaesia tomentosa är en rosväxtart som beskrevs av Yu och T.C. Ku. Stranvaesia tomentosa ingår i släktet Stranvaesia och familjen rosväxter. Inga underarter finns listade i Catalogue of Life.